# Michaił Anikuszyn
Michaił Konstantinowicz Anikuszyn (ros. Михаил Константинович Аникушин, ur. 19 września?/2 października 1917 w Moskwie, zm. 18 maja 1997 w Petersburgu) – radziecki i rosyjski rzeźbiarz, Bohater Pracy Socjalistycznej (1977).

## Życiorys
Od 1931 uczył się rzeźbiarstwa, od 1935 mieszkał i pracował w Leningradzie, gdzie od 1937 studiował w Leningradzkim Instytucie Malarstwa, Rzeźby i Architektury. Po ataku Niemiec na ZSRR przerwał studia, od listopada 1941 walczył na froncie w szeregach Armii Czerwonej, po zakończeniu wojny wrócił do Leningradu i skończył studia. Od 1944 należał do WKP(b), od 8 kwietnia 1966 do 24 lutego 1976 był członkiem Centralnej Komisji Rewizyjnej KPZR. Jednym z najbardziej znanych jego dzieł jest pomnik Puszkina umieszczony przy stacji metra w Leningradzie w 1955. Był sekretarzem Zarządu Związku Artystów RFSRR (od 1960) i Związku Artystów ZSRR (od 1962), poza tym dwukrotnie był przewodniczącym Zarządu Leningradzkiego Oddziału Związku Artystów (w latach 1962–1972 i 1986–1990). Ludowy Artysta ZSRR (1963). Honorowy obywatel Petersburga (od 14 maja 1997).

## Odznaczenia
- Złoty Medal „Sierp i Młot” Bohatera Pracy Socjalistycznej (30 września 1977)
- Order Lenina (dwukrotnie – 1967 i 30 września 1977)
- Order Rewolucji Październikowej
- Order Czerwonego Sztandaru Pracy (1 października 1987)
- Order Wojny Ojczyźnianej II klasy (11 marca 1985)
- Order Przyjaźni Narodów (28 września 1992)